# Tohcok
Tohcok (también conocida como Tacóh o Tacoc) es una zona arqueológica de la cultura maya ubicada en el estado de Campeche, México, dentro del municipio de Hopelchén. Tohcok fue una ciudad maya que se desarrolló entre el periodo clásico tardío y el posclásico temprano cuya ubicación entre la transición de la región Puuc a la región de los Chenes hace destacar a sus edificaciones por mostrar una fusión entre los estilos arquitectónicos característicos de las dos regiones. Los montículos en ruinas explorados de Tohcok corresponden solo a una pequeña parte de la extensión que logró alcanzar el sitio durante la época prehispánica.

## Ubicación
La zona arqueológica de Tohcok se ubica a aproximadamente 10 km de la localidad de Hopelchén del estado de Campeche sobre la Carretera Federal 261 que va de Hopelchén a la ciudad de Campeche. Otros sitios mayas relativamente cercanos son Santa Rosa Xtampak, Bakná, Dzehkabtún y las grutas de Xtacumbilxunáan.

## Arquitectura
La arquitectura de Tohcok integra de manera notable los rasgos y elementos característicos de los estilos Puuc y Chenes, esto debido a que la zona se encuentra dentro de la zona de transición entre ambas regiones históricas mayas. La zona arqueológica accesible la integran dos edificios junto con una plaza.

## Historia
De acuerdo a las investigaciones arqueológicas y los rasgos arquitectónicos de sus edificios, la construcción y desarrollo de Tohcok abarca desde el periodo clásico tardío al posclásico temprano, iniciando desde aproximadamente el año 600 d. C. y teniendo un apogeo durante los años 900 y el 1000 d. C., mientras que varias muestras cerámicas han determinado que continuó siendo habitado hasta por lo menos del 1200 al 1450 d. C. que marcaría el periodo de su colapso y abandono.